# Narrenruf
Mit einem Narrenruf begrüßen sich die aktiven Narren und Jecken bei Karneval, Fastnacht und Fasching sowie der im süddeutschen Raum begangenen Fasnet. Diese Rufe sind in den jeweiligen Karnevalshochburgen unterschiedlich.

## Gebrauch
Narrenrufe bestehen im Regelfall aus zwei Teilen, wobei der erste Teil (Vorlage) meist ein zu würdigender Eigenname (vorwiegend der Name der Karnevalshochburg) ist, dieser wird vom Vorrufer angegeben. Der zweite Teil ist die Antwort auf den ersten Teil und stellt häufig den eigentlichen Narrenruf dar, dieser wird von der anwesenden Narrenschar mitgetragen.
Am Beispiel von Helau seien hier einige Verwendungsarten von Narrenrufen dargestellt:
- als einfach zweigeteilter Ruf: „He – lau!“
- als zweifacher Ruf: „(Karnevalshochburg, z. B. „Mainz“) – Helau!“
- als dreifach abgeändert wiederholter Ruf:
„Darauf ein dreifach kräftiges/schallendes/donnerndes“ (zuweilen auch: „kräftig schallendes/donnerndes“):
„(Karnevalshochburg) → Helau!“
„Karneval → Helau!“.

## Beispiele von Narrenrufen

### Alaaf

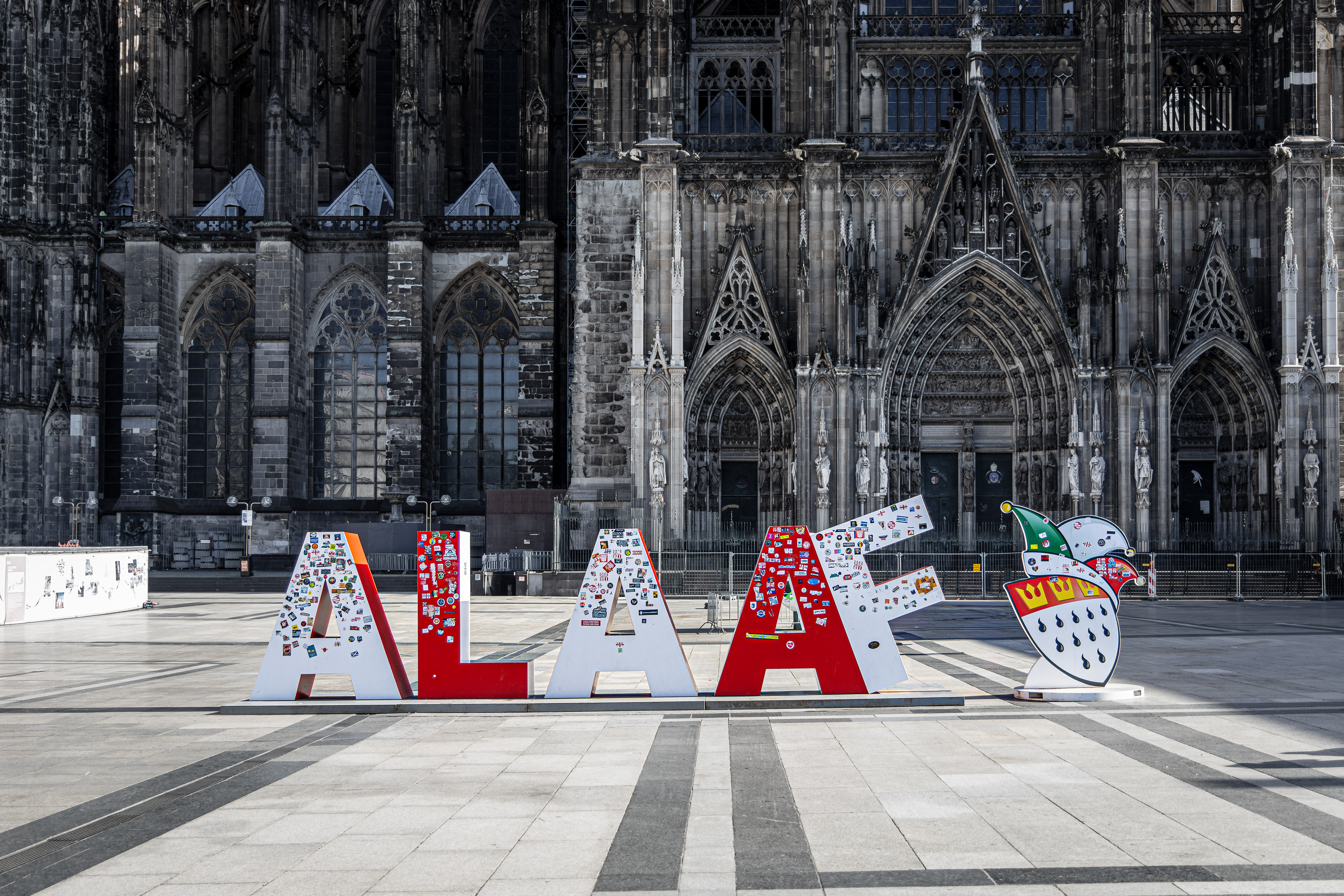
Schriftzug „Alaaf“ vor der Westfassade des Kölner Doms

Alaaf ist ein ursprünglich Kölner Ausruf, Lob- und Trinkspruch sowie der Narrenruf im Karneval Kölns, im Aachener, Bonner und Leverkusener Karneval. Alaaf wird in einem Gebiet vom Bergischen Land südlich der Wupper bis in den Selfkant und in den Aachener Raum  im Westen verwendet. In den Süden reicht das Verbreitungsgebiet  bis zur Nord- und Ahreifel, einschließlich über Rheintals bis an das Neuwieder Becken mit Remagen und Neuwied.
Erste Belege für Alaaf als feste Wendung finden sich auf Bartmannskrügen, unter anderem auf einem auf das zweite Drittel des 16. Jahrhunderts datierten Exemplar mit der Aufschrift AllAf fur einen goden druinck (Es geht nichts über einen guten Trunk). Eine Formulierung, die „Kölle Alaaf“ ähnelt, wurde erstmals im Jahr 1635 schriftlich erwähnt. Sie findet sich in einer Bittschrift des in Köln geborenen Geheimrats Metternich zur Gracht an seinen Kurfürsten Franz Wilhelm von Wartenberg. Im Jahre 1748 wurde „Allaff Cöllen“ in Kölner Universitätsakten als „antiquum illud commune adagium“ – jener alte, allgemein verbreitete Spruch – bezeichnet.
Der Narrenruf wird in der Regel zweigeteilt genutzt: Der Vorrufer etwa ruft „Kölle“ oder „Ooche“, und das Publikum antwortet mit „Alaaf“. Der erste Teil kann wechselweise der Ort sein, in dem gefeiert wird, der Büttenredner, der gerade gesprochen hat, oder die Band, die just musiziert hat. Das geschieht dreimal. Damit verbunden ist in der Regel eine dreimalige Bewegung der Hand vom Herzen aus nach oben.

### Helau

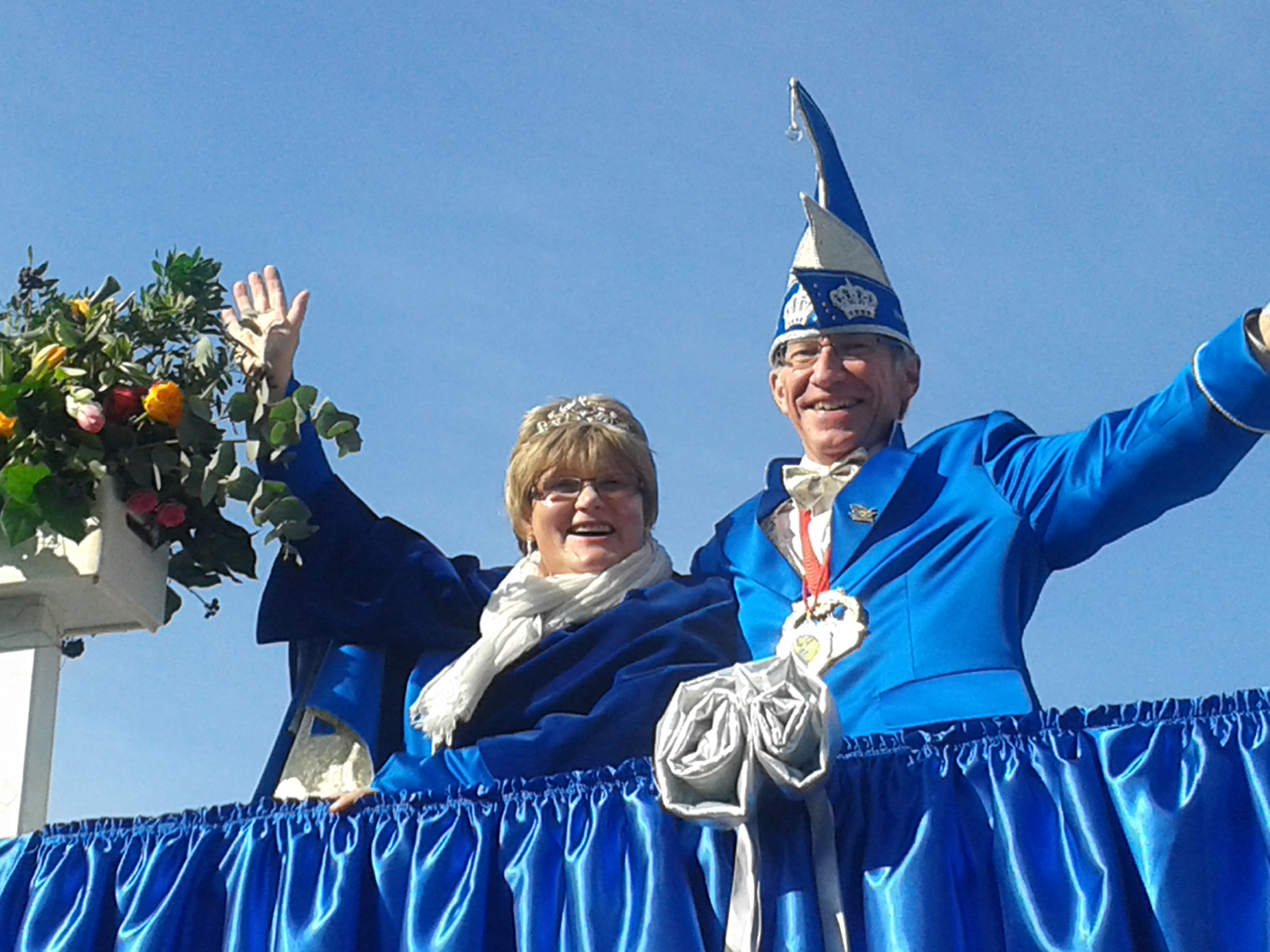
Narrenruf „Helau“ des Obertiefenbacher Prinzenpaares, 2014

Der Ruf „Helau“ ist in vielen Karnevalshochburgen verbreitet. Oft wird er auch mit „ll“ geschrieben. Über seine Entstehung gibt es zahlreiche Erklärungsversuche: Am Niederrhein soll das „Helau“ einmal ein Hirtenruf gewesen sein. Eine weitere Deutung leitet „Helau“ von Halleluja ab. Manche behaupten, dass „Helau“ auch „Hölle auf“ oder „hel auf“ (Hel = germanische Göttin der Unterwelt, hieraus hat sich Hölle entwickelt) bedeuten kann; denn Karneval wird schon seit sehr langer Zeit gefeiert, um den Winter und die bösen Geister, die bei der Öffnung der Hölle auf die Erde kamen, zu vertreiben. Mit Kostümen wurde sich über sie lustig gemacht (siehe alemannische Fastnacht).

### Ahoi
Im Norddeutschen und teilweise in der Pfalz/Kurpfalz, vereinzelt im Badischen und Bayerischen, ruft man „Ahoi“. Der Ursprung liegt in der Schifffahrt: Die Mannschaft des Narrenschiffs im Karnevalsumzug begrüßt das närrische Volk am Straßenrand mit „Ahoi“ und wird mit demselben Ruf zurückgegrüßt.
In Wasungen wird der Stadtname auf Plattdeutsch („Woesinge“) mit einem nachfolgenden „Ahoi“ gerufen. Hier liegt der Ursprung in der Flößerei auf der Werra, was früher eine der großen Ertragsquellen war.